# Marie Gérin-Lajoie
Pour les articles homonymes, voir Marie Lacoste-Gérin-Lajoie et Gérin-Lajoie.
Marie Gérin-Lajoie, née le 9 juin 1890 à Montréal et décédée le 7 janvier 1971 dans la même ville, est une travailleuse sociale canadienne, fondatrice de communauté religieuse et pionnière du service social dans le milieu francophone au Québec. Au même titre que sa mère, Marie Lacoste Gérin-Lajoie, elle est une figure incontournable de l'histoire du féminisme au Québec. Elle est également la première Québécoise à obtenir un diplôme d'une université francophone et catholique, en 1911 (Université Laval à Montréal).

## Biographie

### Enfance et formation

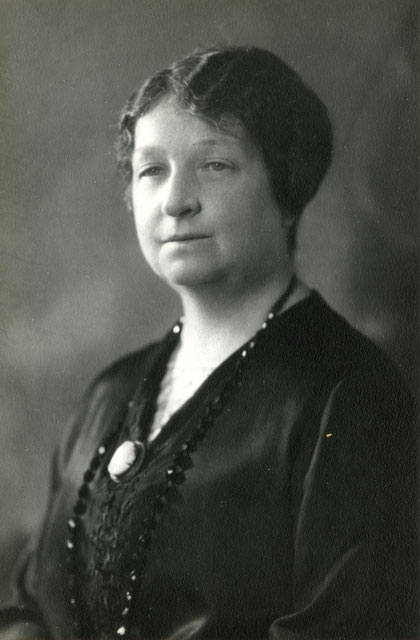
Marie Lacoste Gérin-Lajoie, figure marquante du féminisme québécois et mère de Marie Gérin-Lajoie. Elle aura une grande influence sur son parcours.

Marie Gérin-Lajoie est née à Montréal, dans une famille de « cette petite bourgeoisie cultivée et laborieuse, loyale à l'Église, mais remuante et critique à ses heures... ». Elle voit le jour à domicile et entourée des domestiques de la famille, dans le bloc Rolland, un complexe d'habitations victoriennes qui était situé au 146 de la rue Berri, entre les rues Craig et Dorchester. Le lendemain, elle est baptisée à l'église Saint-Jacques-le-Majeur, la première cathédrale de Montréal et la même église où se sont mariés ses parents.
Son père, Henri Gérin-Lajoie, est avocat (bâtonnier de Montréal, puis bâtonnier général du Québec) et fils aîné de l'écrivain Antoine Gérin-Lajoie; sa mère, Marie Lacoste-Gérin-Lajoie, est une pionnière de la défense des droits des femmes au Québec. Du côté maternel comme paternel, Marie Gérin-Lajoie a des arrière-grands-parents (Étienne Parent et Louis Lacoste) s'étant impliqués dans les Rébellions des Patriotes de 1837-1838. Ses trois frères, Henri, Alexandre et Léon, sont nés entre 1892 et 1895.
Elle vit une enfance heureuse, aimée de ses parents. Ces derniers lui inculquent le sens de la discipline et de l'effort. L'éducation qu'elle reçoit laisse une place à la liberté, mais vise surtout à obtenir de l'enfant l'obéissance, qui est, selon sa mère, « le fondement de la paix sociale ». Dès ses jeunes années, sa mère l'initie à son engagement féministe. Lorsque Marie a sept ans, la famille, à l'image du reste de la petite bourgeoisie canadienne-française, quitte la rue Berri pour se rapprocher du Mont-Royal. Ils s'installent alors au 577 de la rue Sherbrooke, entre les rues Clark et Saint-Laurent. Ils ont alors pour intention d'inscrire Marie à l'Académie Saint-Urbain, un établissement scolaire dirigé par les Dames de la Congrégation Notre-Dame de Montréal.
Malgré la méfiance de sa mère vis-à-vis des « rabatteuses de vocations », c'est là que la jeune Marie fait son cours primaire, de 1897 à 1905. Elle y étudie en externat mais peut rentrer à la maison chaque midi en raison de la proximité de l'institution et du foyer familial. Ce détail, la rapprochant de ses parents, aura son importance dans son éducation. Ces derniers favorisent le développement intellectuel de leur fille en encourageant les débats et son intérêt pour les grands auteurs. À l'automne 1900, elle est inscrite dans les classes anglaises de la même institution. En 1905-1906, elle suit, en dépit de son jeune âge, une formation intensive en études littéraires à l'Université Laval de Montréal.

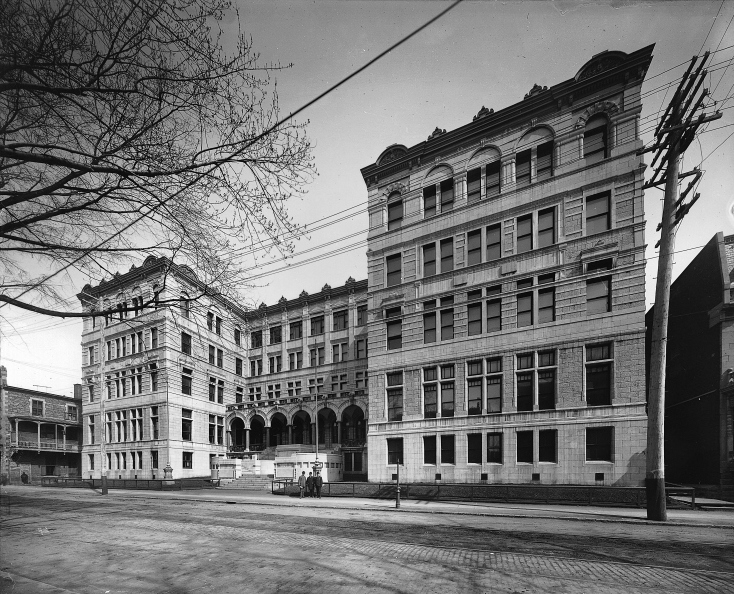
Université Laval à Montréal, en 1903.

Par la suite, de 1906 à 1908, elle complète, en externat, ses études secondaires au Mont-Sainte-Marie, autre maison d'enseignement de la Congrégation Notre-Dame. La supérieure du Mont-Sainte-Marie est Mère Sainte-Anne-Marie, une femme d'action qui mène un combat en faveur de l'enseignement supérieur féminin. Elle aura une profonde influence sur la jeune Marie. Mère Sainte-Anne-Marie et la Congrégation Notre-Dame obtiennent l'accord de Mgr Bruchési, archevêque de Montréal, pour créer l'École d'enseignement supérieur pour jeunes filles, affiliée à l'Université Laval, qui ouvre officiellement ses portes l'automne suivant. Au printemps 1910, Marie Gérin-Lajoie est la première, et la seule, de son institution à se présenter aux examens de la Faculté des Arts de l'Université Laval de Montréal. Elle aura les meilleures notes de tout le Québec ainsi que la mention « grande distinction ». Les autorités de l'Université Laval lui refusèrent toutefois le Prix Prince de Galles auquel elle avait droit pour l’attribuer au garçon le plus méritant, ceci en refusant de publier les résultats,. Son baccalauréat ès arts de l'Université Laval à Montréal lui sera décerné en octobre 1911. Elle est la première diplômée de l'histoire de l'école ainsi que la première Québécoise à obtenir un baccalauréat d'une université francophone et catholique.
Alors qu'elle étudie à l’École d’enseignement supérieur, elle crée un cercle d’études qui constituera l'embryon d'un mouvement qui mènera à la création de la Fédération des cercles d’études des Canadiennes françaises, qu'elle présidera de 1916 à 1923. Comme il était d'usage pour les jeunes filles de la bourgeoisie canadienne-française de l’époque, elle s'astreint à un programme d'activités mondaines qui doit en principe la conduire jusqu'au mariage: « Le matin j’étudiais dans ma chambre ; l’après-midi je visitais des familles pauvres, le soir j’allais au bal », avoue-t-elle. Assez vite, elle confie à sa mère qu'elle optera pour le célibat. Sa mère craint alors de la voir abandonner l'action sociale pour s'installer dans un couvent: il lui faudra trois ans pour la convaincre. Elle s'inspire alors de sa tante, Antoinette Gérin-Lajoie, qui, demeurée célibataire, a pu poursuivre ses études en Europe et consacrer sa vie à l'action sociale, notamment en fondant l'École d'enseignement ménager.
Parallèlement à ses études, Marie Gérin-Lajoie est également formée à la religion, notamment auprès du jésuite Stanislas Loiseau (puis par Samuel Bellavance à la mort de Loiseau en 1919). Les Jésuites auront une grande influence sur sa pensée et sur son œuvre et l'aideront plus tard à créer l'Institut Notre-Dame du Bon-Conseil. Au même titre que sa mère, elle sera inspirée par leur vision et leur engagement au sein de la nouvelle doctrine sociale de l'église, proclamée notamment par l'encyclique Rerum Novarum de 1891. C'est au contact de cette doctrine que Marie Gérin-Lajoie développe la conviction que l'action sociale catholique est le meilleur moyen de venir en aide aux classes défavorisées.

### Engagement
Durant les douze années suivantes, elle sera une militante laïque en même temps qu'elle poursuivra sa formation en travail social.
En 1913, lors d'un séjour en Europe avec sa tante Antoinette, elle découvre plusieurs œuvres sociales féminines en France et en Belgique. Elle visite également l'Italie et le Vatican. En Angleterre, où séjourne son frère Alexandre, elle est très impressionnée par les settlements, des lieux qu'animent et habitent de jeunes universitaires faisant œuvre d'éducation dans les quartiers ouvriers. Ils s'installent alors au cœur des milieux défavorisés afin de mettre en branle des réformes sociales. Ces settlements seront pour elle une source d'inspiration à son retour à Montréal, lorsqu'elle donnera une forme plus institutionnelle à ses projets (notamment lorsqu'elle fonde l'Institut Notre-Dame du Bon-Conseil en 1923). Marie Gérin-Lajoie s'oppose à la situation de dépendance que peut entraîner la charité. Elle veut des solutions durables en proposant une action sur trois axes: la modification des législations responsables d'inégalités, le développement de la solidarité et de l'entraide par le biais des coopératives et des associations professionnelles et le soulagement de la misère par le biais d’œuvres de bienfaisance (comme les Gouttes de lait).
En 1913, elle devient directrice et rédactrice à La Bonne Parole, la revue mensuelle de la Fédération nationale Saint-Jean-Baptiste. Très active, elle publie alors de nombreux articles sur le rôle des femmes en société, le milieu de l'éducation ou encore l'engagement féminin dans les milieux catholiques. Elle prend son rôle de journaliste à cœur, le considérant comme un important outil de transmission de connaissances. À cette époque, elle donne aussi de multiples conférences auprès de publics féminins afin de les sensibiliser à des sujets tels que la psychologie de l'enfant, le rôle des femmes en milieu familial, la question ouvrière ou encore la formation syndicale. Elle anime également des conférences en anglais et fonde des cercles d'études. En 1918 elle suit des cours de service social à l'Université Columbia de New York. De retour à Montréal, sous les conseils de Mère Sainte-Anne-Marie, elle développe un cours public en action sociale destiné aux femmes. L'Université de Montréal prend alors en charge le programme et s'engage à offrir un certificat d'études sociales aux étudiantes qui suivent ce cours.
En 1920, elle commence à participer aux Semaines sociales du Canada, des conférences annuelles organisées par le père Joseph-Papin Archambault et les animateurs de l'École sociale populaire. Son premier exposé s'intitule « Le travail des femmes et des enfants dans la province de Québec ». Toujours en 1920, elle fonde le département de service social de l'hôpital Sainte-Justine.

### Fondation de l'Institut Notre-Dame-du-Bon-Conseil
Marie Gérin-Lajoie veut agir sur les causes des inégalités sociales découlant des transformations de l'époque industrielle, trouver les moyens d'améliorer les conditions de vie et de travailler à la promotion des femmes et des familles. À cette fin, elle conçoit un projet d'institut qu'elle soumet à Mgr Bruchési et à Mgr Gauthier dès l'année 1917. Ultramontain convaincu, opposé à l'implantation de syndicats internationaux, au droit de vote des femmes, à l'instruction obligatoire ou même à l'ouverture d'une bibliothèque publique à Montréal, Bruchési n'est pas immédiatement réceptif au projet de Marie Gérin-Lajoie.
Elle s'inspire alors notamment des settlements qu'elle a découverts en Angleterre. Son projet aura la forme concrète d'une congrégation religieuse dont les membres iront au devant des laïcs, dans leurs milieux de vie. L'historienne Karine Hébert explique les avantages que considère Gérin-Lajoie dans une telle forme d'organisation:
« Pour elle, les religieuses, dégagées de toute responsabilité parentale, peuvent se consacrer entièrement à l’action sociale et catholique et offrir du soutien aux œuvres laïques. Autrement dit, elle entend former un groupe de religieuses dispensées de toute responsabilité familiale pour qu’elles deviennent auxiliaires d’œuvres catholiques. »
L'historienne Hélène Pelletier-Baillargeon abonde dans ce sens, soulignant le fait que Marie Gérin-Lajoie voit un gage de stabilité dans la mobilisation de sœurs :
« Marie veut faire la démonstration du bien-fondé de son entreprise à partir du besoin urgent de stabilité ressenti par les œuvres sociales préconisées par l'Église. Ces œuvres (cercles d'études, œuvres de presse, associations professionnels, secrétariats d’œuvres) sont constamment menacées dans leur efficacité et leur survie par l'instabilité du personnel laïc. Obligations familiales des mères, locaux inadéquats, manque de ressources financières ou de relève, carence de formation intellectuelle chez les militantes. Pour épauler ces « femmes du monde » débordées par la tâche, il faudrait un « groupe religieux » dégagé de toute obligation familiale et formé en vue de ce service spécifique: agir en « auxiliaire » du laicat féminin en mettant à sa disposition des personnes, des cours, des secrétariats d’œuvres, des locaux appropriés à l'entreprise de relèvement familial et social qui s'impose dans les quartiers populaires. »
Rome donne son accord en 1922 et l'Institut Notre-Dame-du-Bon-Conseil est officiellement fondé en 1923. Marie Gérin-Lajoie doit faire certains compromis, notamment sur la tenue des intervenantes, afin d'accommoder les autorités religieuses. Elle n'est toutefois pas encore une religieuse : elle devra au préalable compléter son noviciat. Sa profession temporaire aura lieu à l'église Saint-Stanislas en mai 1924 et elle prononce ses vœux perpétuels en 1927. À la première maison-mère de l'Institut, qui vient d'être érigée sur la rue La Roche (à l'angle du boulevard Saint-Joseph), elle fait alors vœux de pauvreté, de chasteté et d'obéissance. Pendant près de quarante ans, Marie Gérin-Lajoie se dévouera aux œuvres de l'Institut du Bon-Conseil: fondation de camps de vacances pour enfants défavorisés, aide aux immigrants ou encore ouverture de foyers pour ouvrières, institutrices et adolescente en difficulté, elle mènera plusieurs combats contre la misère et les inégalités.

### L'École de service social de l'Université de Montréal
Parallèlement à ses activités au Bon-Conseil, Marie Gérin-Lajoie ouvre en 1931 sa propre école d'action sociale, qui entend offrir une formation aux intervenantes. Mais, confrontée, en cette période de Crise, à des problèmes sociaux sans cesse plus complexes, elle constate l'insuffisance de la formation qu'elle dispense. Elle participera donc, en 1939, à la fondation de l'École de service social de l'Université de Montréal où elle dispense les premiers cours. Selon l'historienne Karine Hébert, « Cette initiative pave la voie à la professionnalisation du travail social au Québec. »

### Mort
Marie Gérin-Lajoie assume la direction de l'Institut Notre-Dame-du-Bon-Conseil de 1923 à 1956. À partir de 1958, elle s'attelle à la rédaction de l'histoire de l'Institut. Elle y demeure active jusqu’à son décès en 1971, à Montréal. Elle est enterrée au Cimetière Notre-Dame-des-Neiges.

## Hommages
- Dans la base de données de la Commission de toponymie du Québec, une rue, à Terrebonne, a été nommée en l'honneur de Marie Gérin-Lajoie[30].
- De plus, dans la région de Québec, un parc a été nommé en son honneur en 1992 dans la ville de Québec et une rue en 1995 dans l'ancienne-ville de Cap-Rouge et est maintenant présente dans la ville de Québec.
- La fondation Les Œuvres Marie-Gérin-Lajoie a été créée le 14 février 1990 par l’Institut Notre-Dame du Bon-Conseil de Montréal afin de poursuivre l’œuvre d'éducation et d'action sociale de Marie Gérin-Lajoie[31].
- Un centre de formation sociale créé par l'Institut Notre-Dame du Bon-Conseil en 1996 porte son nom[32].
- En 1993, Postes Canada a émis un timbre en son honneur[33].

## Œuvres
Archives
Un outil de recherche imprimé, le Répertoire numérique détaillé du fonds Marie Gérin-Lajoie, SBC, 1890-1971 (Montréal, 2002), rédigé par Mireille Lebeau et Marcienne Proulx, permet de naviguer dans les Archives de l'Institut Notre-Dame du Bon-Conseil de Montréal.
Écrits
Recueil
- Femme de désir, femme d'action : écrits spirituels de Marie Gérin-Lajoie, 1890-1971 / [recherche et conception, Marcienne Proulx, Thérèse Routhier, Gisèle Turcot ; postface, Bernard Carrière]. Montréal, Paulines, 2003, 205 p.

Pédagogie
- Sainte Élisabeth et la charité, Montréal : Éditions "S.-Louis", 1943, 35 p. [présentation du père Ferdinand Coiteux.]
- Le retour de la mère au foyer, Montréal : Secrétariat de l'École sociale populaire, 1932, 30 p. [Cours professé à la Semaine sociale de Montréal, le 1er septembre 1932.]
- Les Cercles d'études féminins, Montréal : Secrétariat de l'École sociale populaire, 1916, 29 p. (en ligne)
- La Fédération nationale Saint-Jean-Baptiste et ses associations professionnelles, Montréal : Secrétariat de l'École sociale populaire, 1911, 32 p. (en ligne)

Préface
- « Préface », dans Yvonne Charette, Nuances, Montréal : Imprimé au Devoir, 1919, p. 7-8.

Articles
- L'auteure collabore à La Bonne parole, le journal de la Fédération nationale Saint-Jean-Baptiste.